# Rafael Martí de Viciana

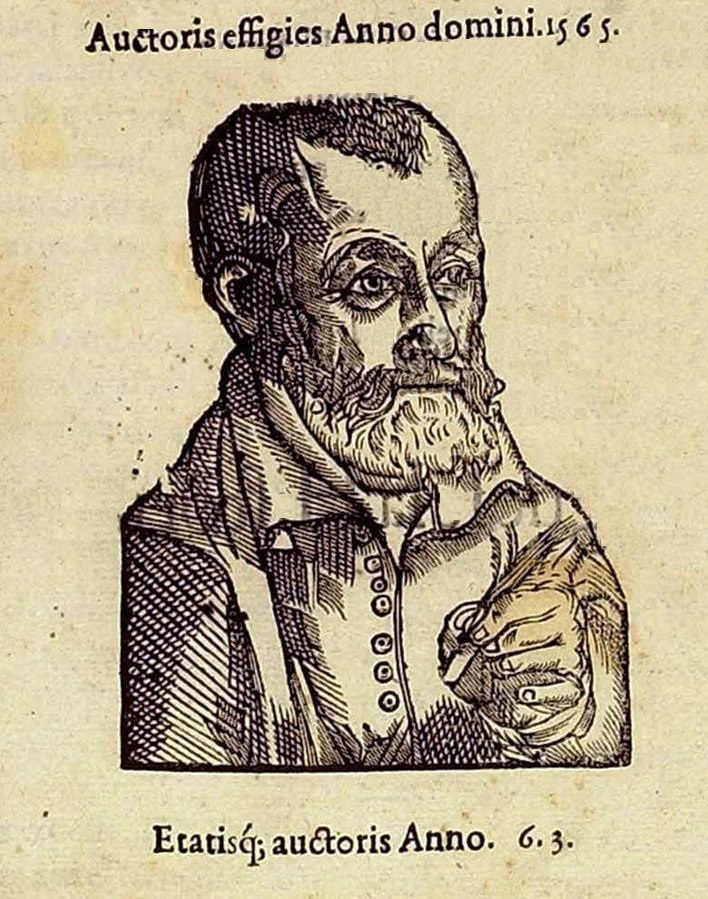
Retrato de Rafael Martín de Viciana, 1565. Xilografía anónima tras la portada del Libro quarto de la Crónica de la Ínclita y coronada ciudad de Valencia, Barcelona, Pablo Cortey, 1566.

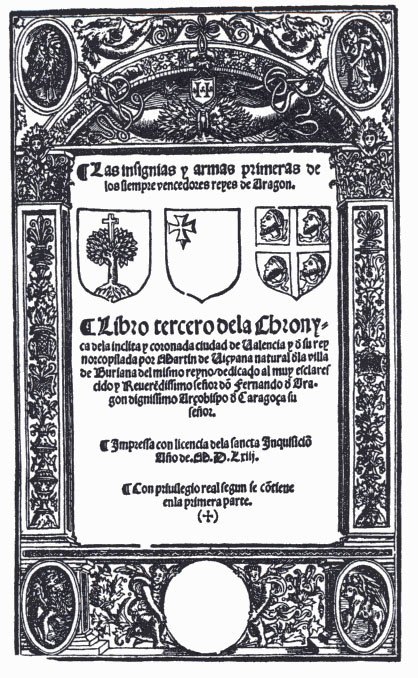
Crónica de la ínclita y coronada ciudad de Valencia y de su reyno, 1564.

Rafael Martí de Viciana (Burriana, (Castellón); 1502 - 1584) historiador, cronista y notario español. 

## Biografía
Siendo joven, participó en la guerra de las Germanías por el bando imperial, haciendo de correo entre su tío, el gobernador de la Plana Rampston de Viciana y el virrey Diego Hurtado de Mendoza. En 1522 presenciará la muerte de su padre a manos de los agermanados.
Una vez finalizada la guerra, empezará a ejercer de notario, siendo además escribano del administrador de Burriana, donde se establecerá definitivamente.
Entre 1542 y 1547, será miembro de las Cortes del reino, donde participará activamente: “participó en las Cortes de Monzón de 1542 como síndico de Burriana, Villarreal y Ademuz, siendo elegido "tachador" por el brazo real y "rebedor degá lo riu de Xuquer compresa la vila de Algezira" en orden al pago del servicio ofrecido”.
El 13 de mayo de 1559 consta en el Llibre d´Avehinaments de la ciudad de Valencia su acta de avehinament.
El final de sus días fue en su villa natal de Burriana en el mes de mayo de 1582, probablemente el día 21.
Su efigie figura en los billetes de 1 peseta, 50 y 25 céntimos emitidos durante la Guerra civil española por el Consejo Municipal de Burriana, emisión de 1 de diciembre de 1937, que sólo circularon localmente. Se hizo una réplica de este billete en 2002, conmemorando el V Centenario del nacimiento del autor.

## Obras
- Crónica de la Ínclita y Coronada Ciudad y Reino de Valencia, escrita en valenciano, pero publicada en castellano.[4]
- Libro de las alabanzas de las lenguas hebrea, griega, latina, castellana y valenciana (1574), publicado en castellano. En él también elogia a la «lengua valenciana»:

Y más ha concedido Dios a Valencia una lengua polida, dulce y muy linda, que con brevedad moderada exprime los secretos y profundos conceptos del alma y despierta el ingenio a vivos primores donde le resulta un muy esclarecido lustre. Esta lengua formaron de lo mejor que había en la lemosina y por lo que les faltaba recurrieron a las tres lenguas más excelentes de todas las del mundo según antes hemos probado. De la hebrea tomaron... De la griega... De la latina tomaron todos los otros vocablos para hacer que la lengua fuese muy copiosa y tuviese propio nombre a cada cosa por rara que fuese.